# Reynaldo Rivera
Reynaldo Rivera (* 25. Dezember 1978) ist ein philippinischer Dartspieler.

## Karriere
Reynaldo Rivera spielte die PDC Asian Tour 2023, wo er beim neunten Turnier Lourence Ilagan mit 5:0 besiegte und dabei einen Average von über 110 Punkten spielte. Ende April konnte er erneut zweimal das Finale erreichen, ehe er am letzten Wochenende der Turnierserie seinen zweiten Sieg auf der Asian Tour feiern konnte. Durch eine Halbfinalteilnahme am Folgetag belegte er in der 
Rangliste der Tour gemeinsam mit Man Lok Leung den vierten Platz. Somit musste ein Entscheidungsspiel um den Startplatz für die PDC World Darts Championship 2024 ausgetragen werden. Nachdem beide Spieler Matchdarts hatten, setzte sich Rivera am Ende durch. Da Haruki Muramatsu jedoch die PDC Asian Championship 2023 gewann und somit der beste japanische Spieler und zugleich Sieger des Turniers war, rückte Man Lok Leung trotz seiner Niederlage gegen Rivera dennoch nach. Bei seinem Weltmeisterschaftsdebüt traf Rivera in der ersten Runde auf den Iren Keane Barry und unterlag in diesem Spiel mit 1:3.

## Weltmeisterschaftsresultate
- 2024: 1. Runde (1:3-Niederlage gegen  Keane Barry)